# Lycosa aragogi
Lycosa aragogi — вид павуків роду Тарантул (Lycosa) родини Павуки-вовки (Lycosidae).

## Етимологія
Вид описаний у 2017 році. Названий на честь велетенського павука Арагога — персонажа роману та фільму «Гаррі Поттер і таємна кімната».

## Поширення
Ендемік іранської провінції Керман. Живуть в нірках в гірській місцевості з ксерофітною рослинністю.

## Опис
Довжина тіла самиці — понад 2,6 см; головогруди завдовжки близько 1 см і завширшки 7,5 мм. Основне забарвлення сіре або чорне зі світлими мітками; стернум і лабіум коричневі, черевце жовте з білими і чорними щетинками. Хеліцери і пальпи коричневі з чорними щетинками. Базальний сегмент хеліцер з 3 промаргінальними і 3 ретромаргінальними зубцями. Довжина стегон задньої ноги 8,6 мм, а передньої — 7,4 мм.